# UEFAチャンピオンズリーグ 2010-11 決勝
UEFAチャンピオンズリーグ 2010-11 決勝は、UEFAチャンピオンズリーグ 2010-11の決勝戦であり、56回目のUEFAチャンピオンズリーグの決勝戦である。2011年5月28日にイングランド・ロンドンのウェンブリー・スタジアムで行われ、バルセロナが2年ぶり4回目の優勝を果たした。

## 概要
決勝に進出したのはスペインのFCバルセロナとイングランドのマンチェスター・ユナイテッドFCで、バルセロナが2-0で勝利した2008-09シーズンの決勝と同じ組み合わせとなった。主審はハンガリーのヴィクトル・カッシャイが務めた。両チームとも、過去に3度の優勝経験を誇るチームで、決勝トーナメントではバルセロナはアーセナル、シャフタール・ドネツク、レアル・マドリードを、対するマンチェスター・ユナイテッドはオリンピック・マルセイユ、チェルシー、シャルケ04を破っての決勝進出となった。また、この試合はリーガ・エスパニョーラ2010-11の優勝チームとプレミアリーグ2010-11の優勝チームという、国内リーグ王者同士の対戦となった。試合は前半にバルセロナがペドロ・ロドリゲスの得点で先制、マンチェスター・ユナイテッドもウェイン・ルーニーの得点で一時は同点に追いついたものの、後半にリオネル・メッシ、ダビド・ビジャのゴールでバルセロナが勝ち越し、結果バルセロナが通算4度目となるチャンピオンズ・リーグ優勝を成し遂げた。
この試合に勝ち大会優勝が決まったバルセロナは、2011年8月26日にモナコで行われるUEFAスーパーカップ2011でUEFAヨーロッパリーグ王者のFCポルトと対戦することが決まり、また2011年12月に日本で開催されるFIFAクラブワールドカップ2011に欧州サッカー連盟所属チーム代表として参加することが決まった。

## 試合前

### 決勝会場選考

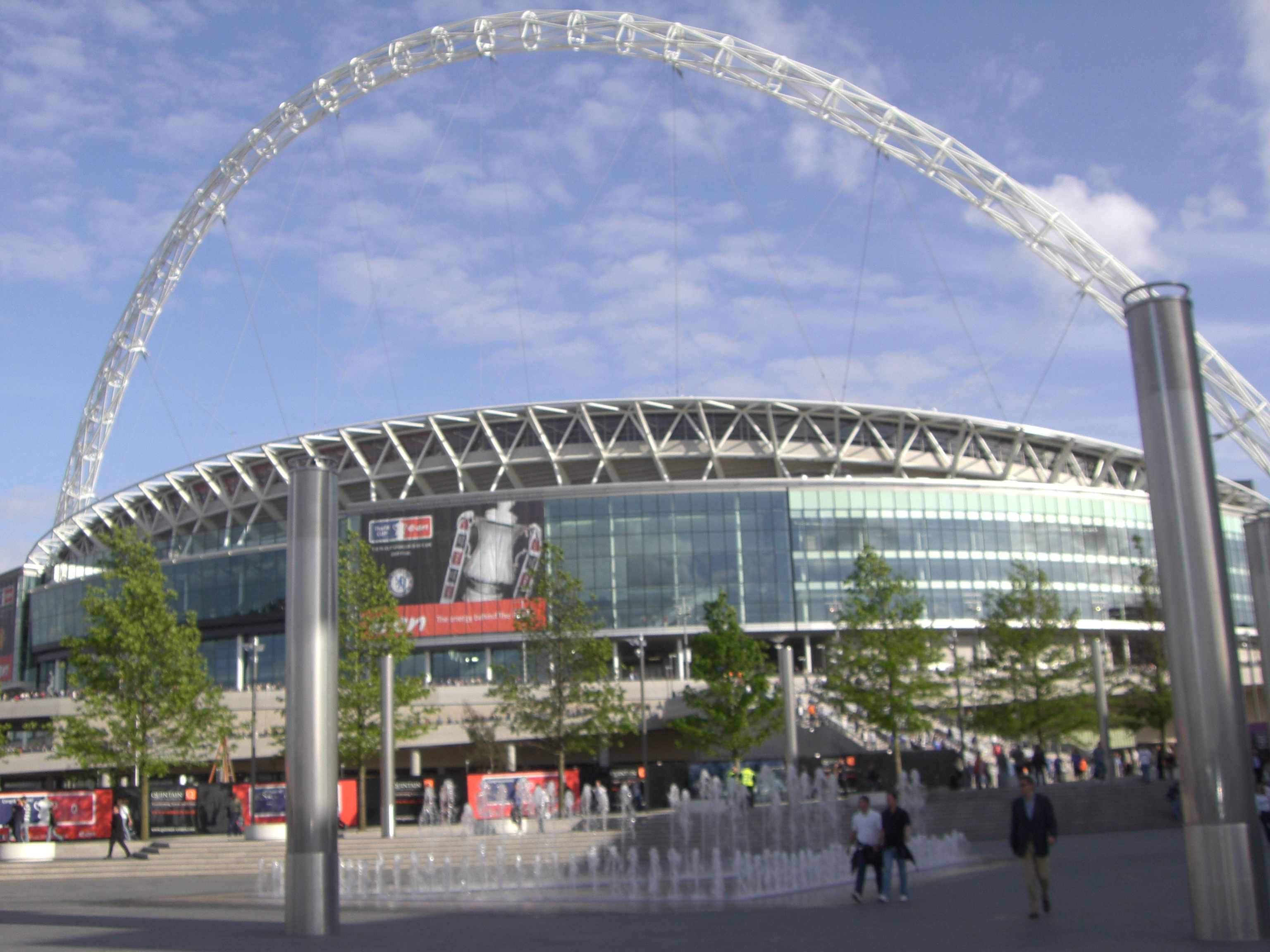
ウェンブリー・スタジアム

2009年1月29日、スイスのニヨンにあるUEFA本部で開かれた理事会で決勝戦の会場選考が行われた。ドイツのミュンヘンにあるアリアンツ・アレーナ、同じくドイツのベルリンにあるオリンピアシュタディオンといった候補をおさえて、2011年に行われる決勝戦の会場にイングランド、ロンドンにあるウェンブリー・スタジアムが選ばれた。決勝戦が行われた日は、イギリスの5月のバンク・ホリデーにあたり、この日にはイングランドのフットボールリーグの、フットボールリーグ・プレーオフ決勝戦が行われるのが伝統的な習慣であった。しかしUEFAの要請でプレーオフ決勝戦は場所を変更せざるを得なくなったため、フットボールリーグは契約違反を理由にFA協会に補償を請求した。2011年1月21日、フットボールリーグ1のプレーオフ決勝戦を2011年5月29日に、フットボールリーグ2のプレーオフ決勝戦を5月28日に、マンチェスターにあるオールド・トラッフォードで開催するということでフットボールリーグとFA協会は合意に至った。フットボールリーグ・チャンピオンシップは予定通りの日に行われることとなった。カンファレンス・ナショナルの決勝戦は2011年5月21日にシティ・オブ・マンチェスター・スタジアムで行われることとなった。

### ロゴの発表

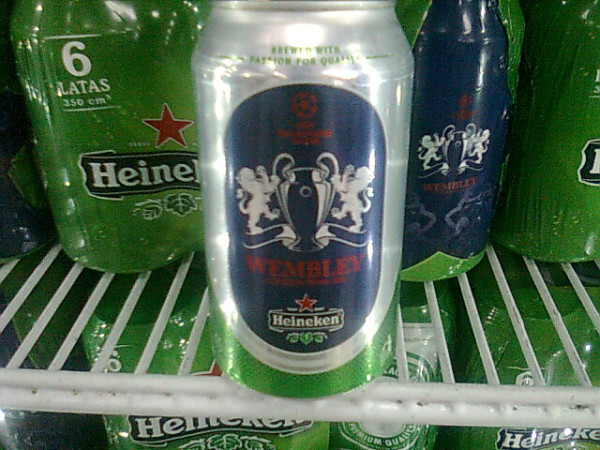
ハイネケンの缶ビールに描かれた決勝のロゴ

元トッテナム・ホットスパーFCのFWで、元イングランド代表キャプテンのゲーリー・リネカーがUEFAの2011年決勝親善大使を務めることとなった。大使としての最初の仕事は、2010年8月26日に行われたグループ・ステージの組み合わせ抽選会だった。リネカーは2010年11月25日にウェンブリー・スタジアムで行われた2011年決勝のロゴ発表にも立ち会った。SKYスポーツのリチャード・キースが司会を務めたこのイベントでは、大会ディレクターのジョルジョ・マルケッティ
などが参加した。決勝戦のロゴはヨーロピアン・チャンピオン・クラブズ・カップのイラストを中央に置き、2匹のライオンをその脇にあしらった、紋章のようなデザインとなった。ロゴのデザインをしたロンドンのデザイナーによると、ライオンは決勝戦でタイトルをかけて争う二つのチームをあらわしたという。古いものを現代的なものの中に取り入れるこうしたデザインの手法は、デザイナーのヴィヴィアン・ウエストウッドやサヴィル・ロウに軒を連ねる紳士服の仕立て屋たちに見られるような、イギリスの現代的デザインを彷彿とさせるという意見もある。

### チケット販売
| ウェンブリー・スタジアムの内部 | ウェンブリー・スタジアムの内部 |
| ------------------------------ | ------------------------------ |
| カテゴリー1                    | 300ポンド                      |
| カテゴリー2                    | 225ポンド                      |
| カテゴリー3                    | 150ポンド                      |
| カテゴリー4（車イス用）        | 80ポンド                       |
| カテゴリー2（ファミリー用）    | 338ポンド                      |

ウェンブリー・スタジアムは通常9万人を収容することができるが、この決勝戦では約8万6千人の収容が上限とされた。チケットは決勝に進出した両チームのサポーターにそれぞれ2万5千人分割り当てられ、1万1千人分は一般販売とされた。申込期間は2011年2月24日から3月18日17時(GMT)で、4月6日までに応募者の中から抽選で選ばれることになった。
チケットの販売イベントは2011年2月17日にロンドンのシティ・ホールで行われ、チケットの販売開始の告知や上記の販売方法の説明が行われた。このイベントには親善大使のリネカーも参加し、2011年UEFA女子チャンピオンズリーグの決勝大使であるホープ・パウエル、UEFAチャンピオンズ・フェスティバル大使のグレアム・ル・ソー、UEFA4代目副会長のマリオ・レフカリトス、イングランドサッカー協会副会長のバリー・ブライトも参加した。ル・ソーとパウエルには地元の子供たちから記念のチケットがプレゼントされた。

#### 価格の高騰
5月28日にUEFAは決勝のチケットの価格を一人当たり80〜300ポンドと発表した（表『チケット価格』参照）。2009年に行われた決勝戦では、カテゴリー3のチケットは80ポンドであったため、2年でチケット代は約2倍となった計算となる。また、チケット代とは別途にヨーロッパ内からの注文の場合には26ポンド、ヨーロッパ外からの注文の場合には36ポンドが、発券手数料として必要であった。ジョルジオ・マルケッティは、「価格は他のイベントと比較しても不当に高いとは誰も思わないはず」と説明したが、ファンの間ではUEFAの決定に対する不満が噴出、UEFA会長のミシェル・プラティニは「間違いだった」と認め謝罪した。

### 試合球
UEFAチャンピオンズリーグ 2000-01 決勝から始まったチャンピオンズリーグ決勝戦の慣例通り、この決勝戦でも試合球はドイツのスポーツメーカー、アディダス社の提供となった。例年チャンピオンズリーグの決勝戦で使用されるボールと同じような、「スターボール」のデザインが施されたアディダス・フィナーレ・ロンドンは、2011年3月3日にウェンブリー・スタジアムで披露された。イングランドの国旗に見られる聖ゲオルギウス十字にならい、ボールには白地に赤い星のマークがあしらわれ、ボールの中央にはオレンジ色に輝く星が描かれた。ボールの技術的構造はUEFAチャンピオンズリーグ 2009-10 決勝で使用されたアディダス・フィナーレ・マドリードと同じものであった。

### フェスティバル
2011年5月21日、ロンドンのハイド・パークにあるスピーカーズ・コーナーでUEFAチャンピオンズ・フェスティバル2011が開会し、2011チャンピオンズリーグ・ファイナルは公式に開会した。余興の試合が行われたり、ヨーロッパ・カップの歴史を紹介したり、小さなサッカー用のグラウンドを一般に開放したりと、様々なアトラクションが催され、決勝戦のキックオフの数時間前まで約1週間にわたりフェスティバルは続いた。

### 決勝への道のり
| チーム         | 試 | 勝 | 分 | 負 | 得 | 失 | 差  | 点 |
| -------------- | -- | -- | -- | -- | -- | -- | --- | -- |
| バルセロナ     | 6  | 4  | 2  | 0  | 14 | 3  | +11 | 14 |
| コペンハーゲン | 6  | 3  | 1  | 2  | 7  | 5  | +2  | 10 |
| ルビン・カザン | 6  | 1  | 3  | 2  | 2  | 4  | −2  | 6  |
| パナシナイコス | 6  | 0  | 2  | 4  | 2  | 13 | −11 | 2  |

| チーム                   | 試 | 勝 | 分 | 負 | 得 | 失 | 差  | 点 |
| ------------------------ | -- | -- | -- | -- | -- | -- | --- | -- |
| マンチェスターU          | 6  | 4  | 2  | 0  | 7  | 1  | +6  | 14 |
| バレンシア               | 6  | 3  | 2  | 1  | 15 | 4  | +11 | 11 |
| グラスゴー・レンジャーズ | 6  | 1  | 3  | 2  | 3  | 6  | −3  | 6  |
| ブルサスポル             | 6  | 0  | 1  | 5  | 2  | 16 | −14 | 1  |

### 両チームの過去の直接対決
| Leg  | 日付                           | ホームチーム                   | スコア                         | アウェーチーム                 | 得点者                                             |
| ---- | ------------------------------ | ------------------------------ | ------------------------------ | ------------------------------ | -------------------------------------------------- |
| 1st. | 1984年3月7日                   | バルセロナ                     | 2-0                            | マンチェスターU                | バルセロナ：Hogg 35(OG)、Rojo 90                   |
| 2nd. | 1984年3月21日                  | マンチェスターU                | 3-0                            | バルセロナ                     | マンチェスターU：ロブソン 21,50、ステープルトン 51 |
| 合計 | バルセロナ 2-3 マンチェスターU | バルセロナ 2-3 マンチェスターU | バルセロナ 2-3 マンチェスターU | バルセロナ 2-3 マンチェスターU |                                                    |

| 日付          |                 | スコア |            | 得点者                                                  |
| ------------- | --------------- | ------ | ---------- | ------------------------------------------------------- |
| 1991年5月15日 | マンチェスターU | 2-1    | バルセロナ | マンチェスターU：ヒューズ 67,74 バルセロナ：クーマン 79 |

| 日付           | ホームチーム    | スコア | アウェーチーム  | 得点者                                                                           |
| -------------- | --------------- | ------ | --------------- | -------------------------------------------------------------------------------- |
| 1994年10月19日 | マンチェスターU | 2-2    | バルセロナ      | マンチェスターU：ヒューズ 19、シャープ 79 バルセロナ：ロマーリオ 33、バケーロ 49 |
| 1994年11月2日  | バルセロナ      | 4-0    | マンチェスターU | バルセロナ：ストイチコフ 2,59、ロマーリオ 45、フェレール 88                      |

| 日付           | ホームチーム    | スコア | アウェーチーム  | 得点者 |
| -------------- | --------------- | ------ | --------------- | --- |
| 1998年9月16日  | マンチェスターU | 3-3    | バルセロナ      | マンチェスターU：ギグス 16、スコールズ 24、ベッカム 63 バルセロナ：アンデルソン 47、ジオヴァンニ 59(PK)、エンリケ 70(PK) |
| 1998年11月25日 | バルセロナ      | 3-3    | マンチェスターU | バルセロナ：アンデルソン 1、リバウド 57,73 マンチェスターU：ヨーク 25,68、コール 53                                      |

| Leg  | 日付                           | ホームチーム                   | スコア                         | アウェーチーム                 | 得点者                         |
| ---- | ------------------------------ | ------------------------------ | ------------------------------ | ------------------------------ | ------------------------------ |
| 1st. | 2008年4月23日                  | バルセロナ                     | 0-0                            | マンチェスターU                |                                |
| 2nd. | 2008年4月29日                  | マンチェスターU                | 1-0                            | バルセロナ                     | マンチェスターU：スコールズ 14 |
| 合計 | バルセロナ 0-1 マンチェスターU | バルセロナ 0-1 マンチェスターU | バルセロナ 0-1 マンチェスターU | バルセロナ 0-1 マンチェスターU |                                |

| 日付          |            | スコア |                 | 得点者                           |
| ------------- | ---------- | ------ | --------------- | -------------------------------- |
| 2009年5月27日 | バルセロナ | 2-0    | マンチェスターU | バルセロナ：エトー 10、メッシ 70 |

### 決勝直近の両チームの成績
決勝直前の5試合の成績を見ると、バルセロナは2勝3分け、対するマンチェスターUは3勝1敗1分けという成績であった。
| バルセロナ | バルセロナ | バルセロナ            | バルセロナ | マンチェスターU | マンチェスターU | マンチェスターU   | マンチェスターU |
| ---------- | ---------- | --------------------- | ---------- | --------------- | --------------- | ----------------- | --------------- |
| 日付       | 大会名     | 対戦相手              | 結果       | 日付            | 大会名          | 対戦相手          | 結果            |
| 5月21日    | 国内リーグ | マラガ(A)             | ○3-1       | 5月22日         | 国内リーグ      | ブラックプール(H) | ○4-2            |
| 5月15日    | 国内リーグ | ラ・コルーニャ(H)     | △0-0       | 5月14日         | 国内リーグ      | ブラックバーン(A) | △1-1            |
| 5月11日    | 国内リーグ | レバンテ(A)           | △1-1       | 5月8日          | 国内リーグ      | チェルシーFC(H)   | ○2-1            |
| 5月8日     | 国内リーグ | エスパニョール(H)     | ○2-1       | 5月4日          | UCL             | シャルケ04(H)     | ○4-1            |
| 5月3日     | UCL        | レアル・マドリード(H) | △1-1       | 5月1日          | 国内リーグ      | アーセナル(A)     | ●0-1            |

## 試合

### 概要
| 2011年5月28日 19:45(BST) |

| バルセロナ                              | 3 - 1                       | マンチェスター・ユナイテッド |
| ペドロ 27分 · メッシ 54分 · ビジャ 69分 | レポート Line-ups Full time | ルーニー 34分                |

| ウェンブリー・スタジアム, ロンドン 観客数: 87,695人 主審: ヴィクトル・カッシャイ |

| バルセロナ | マンチェスター・ユナイテッド |

| バルセロナ                 |    |                          |      |        |
|                            |    |                          |      |        |
| GK                         | 1  | ビクトル・バルデス       | 85分 |        |
| RB                         | 2  | ダニエウ・アウヴェス     | 60分 | 88分   |
| CB                         | 14 | ハビエル・マスチェラーノ |      |        |
| CB                         | 3  | ジェラール・ピケ         |      |        |
| LB                         | 22 | エリック・アビダル       |      |        |
| DM                         | 16 | セルヒオ・ブスケツ       |      |        |
| CM                         | 6  | シャビ・エルナンデス     |      |        |
| CM                         | 8  | アンドレス・イニエスタ   |      |        |
| RF                         | 7  | ダビド・ビジャ           |      | 86分   |
| CF                         | 10 | リオネル・メッシ         |      |        |
| LF                         | 17 | ペドロ・ロドリゲス       |      | 90+2分 |
| 控え                       |    |                          |      |        |
| GK                         | 38 | オイエル・オラサバル     |      |        |
| DF                         | 5  | カルレス・プジョル       |      | 88分   |
| DF                         | 21 | アドリアーノ             |      |        |
| MF                         | 15 | セイドゥ・ケイタ         |      | 86分   |
| MF                         | 20 | イブラヒム・アフェライ   |      | 90+2分 |
| MF                         | 30 | ティアゴ・アルカンタラ   |      |        |
| FW                         | 9  | ボージャン・クルキッチ   |      |        |
| 監督                       |    |                          |      |        |
| ジョゼップ・グアルディオラ |    |                          |      |        |

| マンチェスターU          |    |                                  |      |      |
|                          |    |                                  |      |      |
| GK                       | 1  | エトヴィン・ファン・デル・サール |      |      |
| RB                       | 20 | ファビオ・ダ・シウヴァ           |      | 69分 |
| CB                       | 5  | リオ・ファーディナンド           |      |      |
| CB                       | 15 | ネマニャ・ヴィディッチ           |      |      |
| LB                       | 3  | パトリス・エヴラ                 |      |      |
| RM                       | 25 | アントニオ・バレンシア           | 79分 |      |
| CM                       | 16 | マイケル・キャリック             | 61分 | 77分 |
| CM                       | 11 | ライアン・ギグス                 |      |      |
| LM                       | 13 | 朴智星                           |      |      |
| SS                       | 10 | ウェイン・ルーニー               |      |      |
| CF                       | 14 | ハビエル・エルナンデス           |      |      |
| 控え                     |    |                                  |      |      |
| GK                       | 29 | トマシュ・クシュチャク           |      |      |
| DF                       | 12 | クリス・スモーリング             |      |      |
| MF                       | 8  | アンデルソン                     |      |      |
| MF                       | 17 | ナニ                             |      | 69分 |
| MF                       | 18 | ポール・スコールズ               |      | 77分 |
| MF                       | 24 | ダレン・フレッチャー             |      |      |
| FW                       | 7  | マイケル・オーウェン             |      |      |
| 監督                     |    |                                  |      |      |
| アレックス・ファーガソン |    |                                  |      |      |

| UEFA選出マン・オブ・ザ・マッチ リオネル・メッシ (バルセロナ) ファン選出マン・オブ・ザ・マッチ リオネル・メッシ (バルセロナ) 審判団 ガーボル・エレーシュ (副審) ジェルジ・リング (副審) イシュトヴァーン・ヴァド (第4審判) ミハーイ・ファービアーン (追加副審) タマーシュ・ボグナール (追加副審) ロベルト・キシュパール (予備副審) |

### 試合展開

#### 前半
立ち上がりの時間帯、マンチェスターUは積極的なプレスと押し上げで、バルセロナに時間とスペースを与えなかった。試合開始から間もない時間帯のバルセロナは落ち着いてプレーをすることができず、ファン・デル・サールが送ったロングフィードへの対応をハビエル・マスチェラーノが誤り、ビクトル・バルデスがパンチングでクリアする場面もあった。

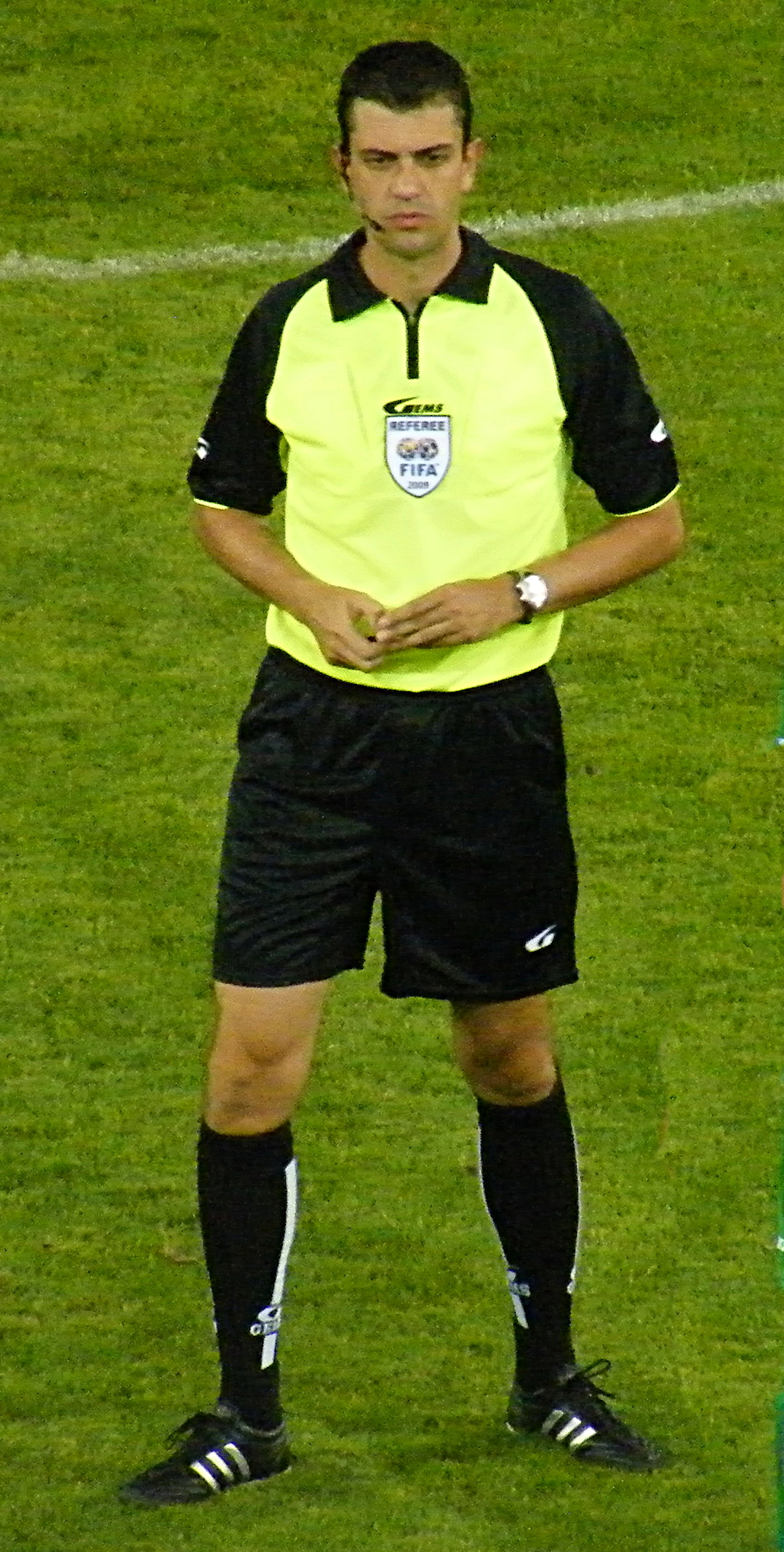
主審を務めたヴィクトル・カッサイ

それでも次第にバルセロナはペースを上げていき、マンチェスターUは自陣に釘付けとなった。前半27分、相手陣内でボールを受けたシャビがそのまま持ち上がり、斜め前方のペドロにパス、ペドロはペナルティーエリアの右方向からニアポスト際に流し込み、バルセロナが先制した。苦しい展開となったマンチェスターUだが、バルセロナの先制ゴールから7分後の前半34分、マンチェスターUはエリック・アビダルのスローインからボールを奪い、マイケル・キャリックとのワンツーでウェイン・ルーニーがバルセロナの守備を突破しライアン・ギグスにパス、ルーニーはギグスの折り返しを受け、同点となるゴールを左サイドネットに決めた。

#### 後半
同点には追いついたがマンチェスターUの攻撃は長続きせず、後半もバルセロナが試合をコントロールした。後半9分、メッシは中盤でボールを受けると、パトリス・エブラのマークを受ける前に中央に切れ込み、ゴール前約20メートルの距離からミドルシュートを決め、再びバルセロナが勝ち越した。その後もバルセロナの攻勢が続き、後半24分にはセルヒオ・ブスケツが途中出場のナニに競り勝ち、そのブスケツのパスを受けたビジャがコントロールシュートを決めて3点目のゴールを決めた。

### データ

#### チームデータ
|                | バルセロナ | マンチェスター |
| -------------- | ---------- | -------------- |
| 得点           | 1          | 1              |
| シュート       | 8          | 2              |
| 枠内シュート   | 3          | 1              |
| ボール支配率   | 67%        | 33%            |
| コーナーキック | 1          | 0              |
| ファール       | 2          | 5              |
| オフサイド     | 0          | 4              |
| イエローカード | 0          | 0              |
| レッドカード   | 0          | 0              |

|                | バルセロナ | マンチェスター |
| -------------- | ---------- | -------------- |
| 得点           | 2          | 0              |
| シュート       | 11         | 2              |
| 枠内シュート   | 9          | 0              |
| ボール支配率   | 62%        | 38%            |
| コーナーキック | 5          | 0              |
| ファール       | 3          | 11             |
| オフサイド     | 1          | 1              |
| イエローカード | 2          | 2              |
| レッドカード   | 0          | 0              |

|                | バルセロナ | マンチェスター |
| -------------- | ---------- | -------------- |
| 得点           | 3          | 1              |
| シュート       | 19         | 4              |
| 枠内シュート   | 12         | 1              |
| ボール支配率   | 63%        | 37%            |
| コーナーキック | 6          | 0              |
| ファール       | 5          | 16             |
| オフサイド     | 1          | 5              |
| イエローカード | 2          | 2              |
| レッドカード   | 0          | 0              |

#### 個人データ
| 選手           | No | 時間  | ゴール | 枠 | シュ | アシ | パス | 成功 | %   | 走    |   |   | 警告 | Red card |
| -------------- | -- | ----- | ------ | -- | ---- | ---- | ---- | ---- | --- | ----- | - | - | ---- | -------- |
| V・バルデス    | 1  | 93:08 | 0      | 0  | 0    | 0    | 29   | 20   | 69% | 5751  | 0 | 0 | 1    | 0        |
| D・アウベス    | 2  | 87:53 | 0      | 1  | 1    | 0    | 62   | 47   | 76% | 9940  | 2 | 0 | 1    | 0        |
| ピケ           | 3  | 93:08 | 0      | 0  | 0    | 0    | 58   | 52   | 90% | 9876  | 1 | 0 | 0    | 0        |
| シャビ         | 6  | 93:08 | 0      | 1  | 3    | 1    | 136  | 124  | 91% | 11950 | 0 | 0 | 0    | 0        |
| ビジャ         | 7  | 85:27 | 1      | 2  | 4    | 0    | 29   | 23   | 79% | 9038  | 1 | 0 | 0    | 0        |
| イニエスタ     | 8  | 93:08 | 0      | 3  | 5    | 1    | 107  | 98   | 92% | 10638 | 0 | 0 | 0    | 0        |
| メッシ         | 10 | 93:08 | 1      | 3  | 3    | 0    | 91   | 83   | 91% | 9128  | 0 | 0 | 0    | 0        |
| マスチェラーノ | 14 | 93:08 | 0      | 0  | 0    | 0    | 65   | 57   | 88% | 8747  | 0 | 0 | 0    | 0        |
| ブスケツ       | 16 | 93:08 | 0      | 0  | 0    | 1    | 83   | 74   | 89% | 10600 | 0 | 0 | 0    | 0        |
| ペドロ         | 17 | 91:49 | 1      | 1  | 2    | 0    | 38   | 30   | 79% | 10170 | 1 | 0 | 0    | 0        |
| アビダル       | 22 | 93:08 | 0      | 0  | 0    | 0    | 61   | 51   | 84% | 10467 | 0 | 1 | 0    | 0        |
| オイエル       | 38 | 0     | 0      | 0  | 0    | 0    | 0    | 0    | 0%  | 0     | 0 | 0 | 0    | 0        |
| プジョル       | 5  | 5:15  | 0      | 0  | 0    | 0    | 6    | 4    | 67% | 629   | 0 | 0 | 0    | 0        |
| ボージャン     | 9  | 0     | 0      | 0  | 0    | 0    | 0    | 0    | 0%  | 0     | 0 | 0 | 0    | 0        |
| ケイタ         | 15 | 7:41  | 0      | 0  | 0    | 0    | 4    | 2    | 50% | 887   | 0 | 0 | 0    | 0        |
| アフェライ     | 20 | 1:19  | 0      | 1  | 1    | 0    | 3    | 2    | 67% | 264   | 0 | 0 | 0    | 0        |
| アドリアーノ   | 21 | 0     | 0      | 0  | 0    | 0    | 0    | 0    | 0%  | 0     | 0 | 0 | 0    | 0        |
| ティアゴ       | 30 | 0     | 0      | 0  | 0    | 0    | 0    | 0    | 0%  | 0     | 0 | 0 | 0    | 0        |

| 選手                 | No | 時間  | ゴール | 枠 | シュ | アシ | パス | 成功 | %   | 走    |   |   | 警告 | Red card |
| -------------------- | -- | ----- | ------ | -- | ---- | ---- | ---- | ---- | --- | ----- | - | - | ---- | -------- |
| ファン・デル・サール | 1  | 93:08 | 0      | 0  | 0    | 0    | 38   | 22   | 58% | 4485  | 0 | 0 | 0    | 0        |
| エヴラ               | 3  | 93:08 | 0      | 0  | 0    | 0    | 35   | 22   | 63% | 8581  | 0 | 0 | 0    | 0        |
| ファーディナンド     | 5  | 93:08 | 0      | 0  | 0    | 0    | 51   | 40   | 78% | 8480  | 0 | 0 | 0    | 0        |
| ルーニー             | 10 | 93:08 | 1      | 1  | 2    | 0    | 47   | 31   | 66% | 10500 | 1 | 0 | 0    | 0        |
| ギグス               | 11 | 93:08 | 0      | 0  | 0    | 1    | 43   | 31   | 72% | 11160 | 2 | 0 | 0    | 0        |
| 朴智星               | 13 | 93:08 | 0      | 0  | 0    | 0    | 28   | 21   | 75% | 11056 | 2 | 0 | 0    | 0        |
| エルナンデス         | 14 | 93:08 | 0      | 0  | 1    | 0    | 18   | 12   | 67% | 8762  | 1 | 5 | 0    | 0        |
| ヴィディッチ         | 15 | 93:08 | 0      | 0  | 0    | 0    | 40   | 33   | 83% | 9176  | 1 | 0 | 0    | 0        |
| キャリック           | 16 | 76:19 | 0      | 0  | 0    | 0    | 38   | 30   | 79% | 9574  | 1 | 0 | 1    | 0        |
| ファビオ             | 20 | 68:28 | 0      | 0  | 0    | 0    | 22   | 14   | 64% | 6844  | 1 | 0 | 0    | 0        |
| バレンシア           | 25 | 93:08 | 0      | 0  | 0    | 0    | 34   | 24   | 71% | 10490 | 7 | 0 | 1    | 0        |
| クシュチャク         | 29 | 0     | 0      | 0  | 0    | 0    | 0    | 0    | 0%  | 0     | 0 | 0 | 0    | 0        |
| オーウェン           | 7  | 0     | 0      | 0  | 0    | 0    | 0    | 0    | 0%  | 0     | 0 | 0 | 0    | 0        |
| アンデルソン         | 8  | 0     | 0      | 0  | 0    | 0    | 0    | 0    | 0%  | 0     | 0 | 0 | 0    | 0        |
| スモーリング         | 12 | 0     | 0      | 0  | 0    | 0    | 0    | 0    | 0%  | 0     | 0 | 0 | 0    | 0        |
| ナニ                 | 17 | 24:40 | 0      | 0  | 1    | 0    | 8    | 6    | 75% | 2819  | 0 | 0 | 0    | 0        |
| スコールズ           | 18 | 16:49 | 0      | 0  | 0    | 0    | 17   | 15   | 88% | 1925  | 0 | 0 | 0    | 0        |
| フレッチャー         | 24 | 0     | 0      | 0  | 0    | 0    | 0    | 0    | 0%  | 0     | 0 | 0 | 0    | 0        |

## 試合後

### トロフィーの授与
例年優勝セレモニーの際には、UEFA会長の手からチャンピオンズリーグ優勝トロフィーを受け取るのは優勝チームのキャプテンが行うのが習慣であった。しかしバルセロナのキャプテン、カルレス・プジョルと試合中にキャプテンマークを付けていたシャビ・エルナンデスが、キャプテンマークを2011年3月15日に肝臓摘出手術を受け復帰を果たしたエリック・アビダルに譲ったため、アビダルがトロフィーを受け取ることとなった。アビダルは後にこのことについて感謝の言葉を述べている。

### 試合直後の両監督の弁

#### ジョゼップ・グアルディオラ

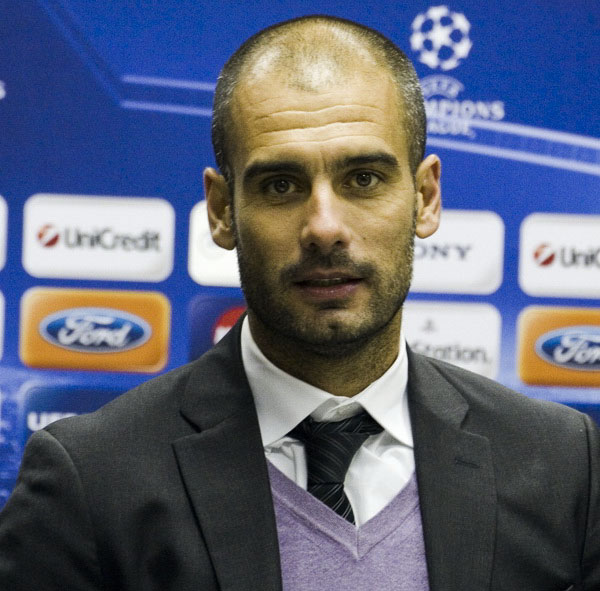
ジョゼップ・グアルディオラ

- 2009年に同じくマンチェスターUと対戦したチャンピオンズリーグの決勝戦と比べて
この決勝戦は2009年のローマでの決勝と比べても内容が良かった。この試合ではずっといいプレーを見せられたし、2年前より多くのチャンスを作った[55]。
- 試合内容について
チャンスを多く作り、その好機を生かして得点を挙げた。こちらから繰り返しプレスをかけ、マイケル・キャリックやライアン・ギグスを抑え込んだところに、バルセロナというチームの質の高さが現れていた[55]。
- マンチェスターUについて
先制したのはバルセロナだったが、あの時点ではどう転んでもおかしくない展開だった。マンチェスター・ユナイテッドは厄介な相手だった。この試合でバルセロナが対戦したチームは、ほぼ毎年リーグタイトルを手にする強豪だ[55]。
- アレックス・ファーガソンについて
常々敬意を抱いてきたが、この試合を経てその思いはいっそう強くなった。マンチェスター・ユネイテッドのようなビッグクラブを25年にわたって率い、常に新しいチームを作り続けてきた。その姿勢に尊敬の念を抱く[55]。
- マン・オブ・ザ・マッチを受賞したリオネル・メッシについて
リオネル・メッシはこれまで見てきた中でも最高の選手で、 おそらく今後もこうした選手は現れないだろう。バルセロナには良い選手が揃っているが、メッシ抜きでは、バルセロナがここまでの大躍進を遂げることはなかったはずだ[55]。

#### アレックス・ファーガソン

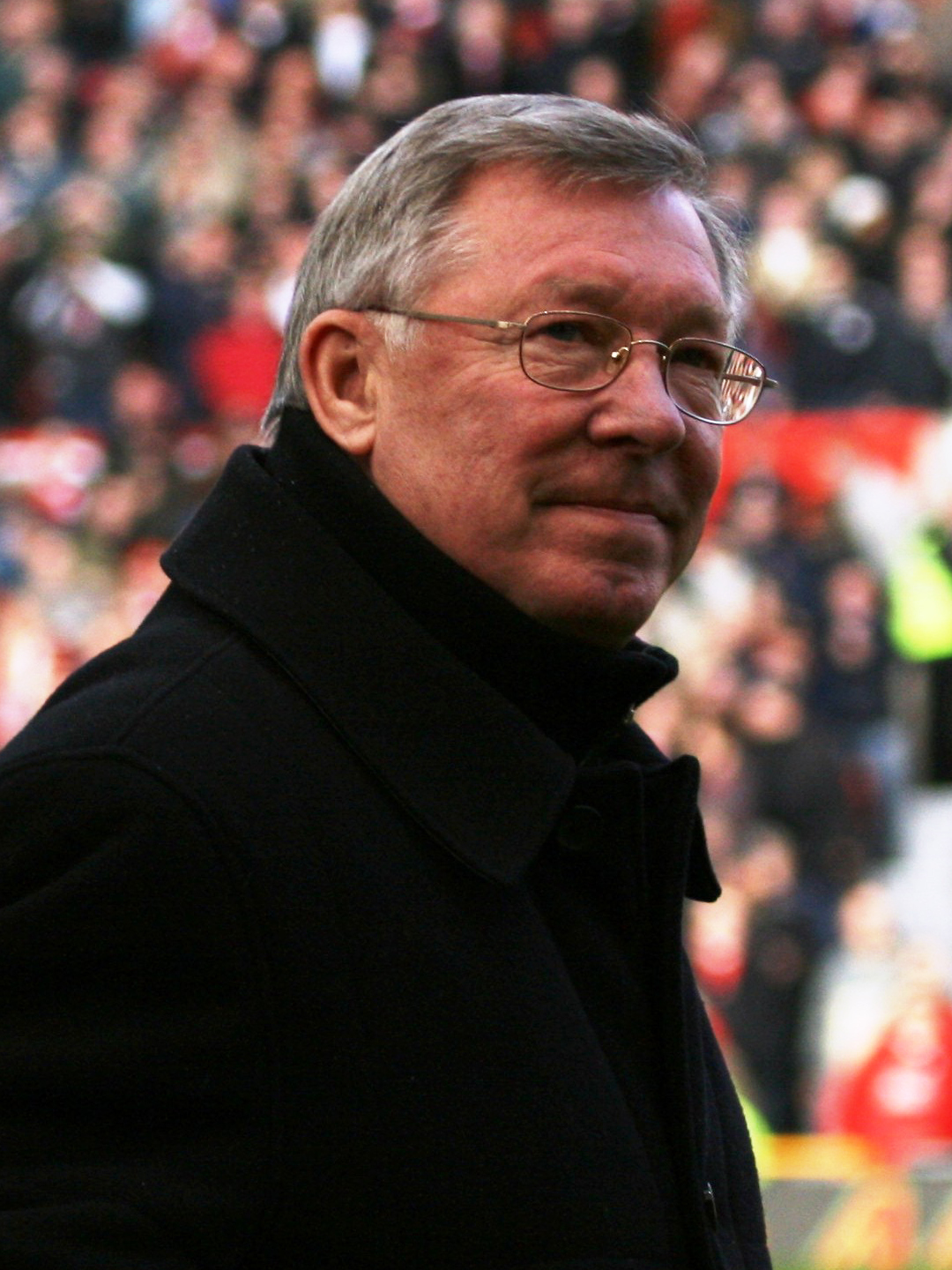
アレックス・ファーガソン

- バルセロナについて
バルセロナはこれまでに対戦した中で最高のチームだった。素晴らしいチームにはサイクルがあり、バルセロナがそのピークを迎えているのは間違いない。この状態があと何年か続き、うまく世代交代できるかどうかは誰にも分からない。バルセロナのサッカーには哲学があるが、常にシャビやイニエスタ、メッシのような選手を発掘できるとは限らない。彼らのような選手は滅多に現れないものだ[55][56]。
- 試合内容について
マンチェスター・ユナイテッドはマンマークで守るチームではなく、なるべく普段通りのプレーを心がけた。バルセロナは華麗なパスワークで観客を魅了するチームで、リオネル・メッシにはほとんど対処することができなかった[55]。
- 敗戦について
今回の敗北は、1994年に0-4で敗れたバルセロナ戦と同じく成長への足掛かりとなるだろう。あの敗戦を境に成長し、今でも成長したいという気持ちを抱き続けている[55]。